# Taifa de Granada
|  | No s'ha de confondre amb Emirat de Granada, Regne de Granada (Corona de Castella), o Nova Granada. |

L'emirat de Gharnata, emirat zírida de Gharnata o taifa de Granada —àrab: طائفة غرناطة, ṭāʾifa Ḡarnāṭa— fou un dels estats que es van crear a l'Àndalus, arran la descomposició del califat de Còrdova.

## Antecedents
Els zírides eren una família amaziga del grup sanhaja, que havia passat a la península Ibèrica per lluitar a les ordres del hàjib al-Muzaffar al començament del segle xi. En començar la fitna, el 1009, i davant l’animadversió d'alguns califes omeies contra els nous amazics, es van assentar a Jaén i Medina Elvira actuant de manera independent, malgrat que reconeguessin com a califa Sulayman al-Mustaín. En principi dos membres de la família es repartiren el territori: governà Zawi ibn Ziri sobre Granada i el seu nebot Habús ibn Maksan sobre Jaén.

## Unificació de la Taifa Zírida
Quan Zawi ibn Zirí es va traslladar al Magreb (vers 1019), Habus va ocupar el seu lloc, i quedaren unificats els territoris d'ambdós. Va reconèixer els califes hammudites i es va oposar a les ànsies expansives dels sobirans de Sevilla. Morí el 1038, i el succeí son fill Badis ibn Habús.
Badis estava assessorat en tot pel seu visir, el jueu Samuel ibn Nagrella, i a la mort d'aquest per son fill Josep. En el seu primer any com a sobirà, Badis va ser atacat per Zuhayr d'Almeria, al qual Badis va vèncer. El 1039 atacà Sevilla i altres taifes regides per dinasties andalusies. Cap a 1047, va reconèixer com a califes els hammudites de la branca d'Algesires, en lloc dels de Màlaga. Poc després, el 1056, s’apoderà de la taifa de Màlaga on deixà son fill Buluggin com a governador. A Jaén son fill Maksan es declarà independent. En eix context, el visir Josep ibn Nagrella va conspirar amb al-Mutasim d'Almeria, que havia ocupat Guadix, i li oferí Granada. Això va provocar una revolta contra els jueus en què en van morir molts, entre altres el mateix visir (1066).
En l'última època, Badis va recuperar Jaén i Guadix, i va conquerir Baeza al reietó de Dénia. A la seva mort, el 1073, el va succeir un dels seus nets, Abd Allah ibn Buluggin.

## Última etapa
Abd Allah va ser un sobirà culte i ja molt arabitzat. Va haver de fer front a les incursions dels castellans d'Alfons VI que, després d'ocupar Alcalà la Real, l’obligaren al pagament de paries. Els sevillans també l’hostilitzaven, així com son germà Tamim, que governava Màlaga. El 1085, però, Alfons VI s’annexionà Toledo: motivà l'entrada a la península dels almoràvits, que derrotaren Alfons a Sagrajas (1086). A la marxa dels almoràvits, tornà a pagar paries, amb l’oposició del poble de Granada, que havia de suportar-ne les despeses. Els granadins reberen amb gran alegria els almoràvits, que ocuparen Granada el 8 de setembre de 1090, i donaren fi a aquest estat. Poc després ocuparen també Màlaga.

## Llistat d'emirs
- Zawi ibn Ziri, 1013-1019
- Habús ibn Maksan, 1019-1038
- Badis ibn Habús, 1038-1073
- Abd-Al·lah ibn Bulugguín, 1073-1090
- Almoràvits, 1090